# Melodifestivalen 2021

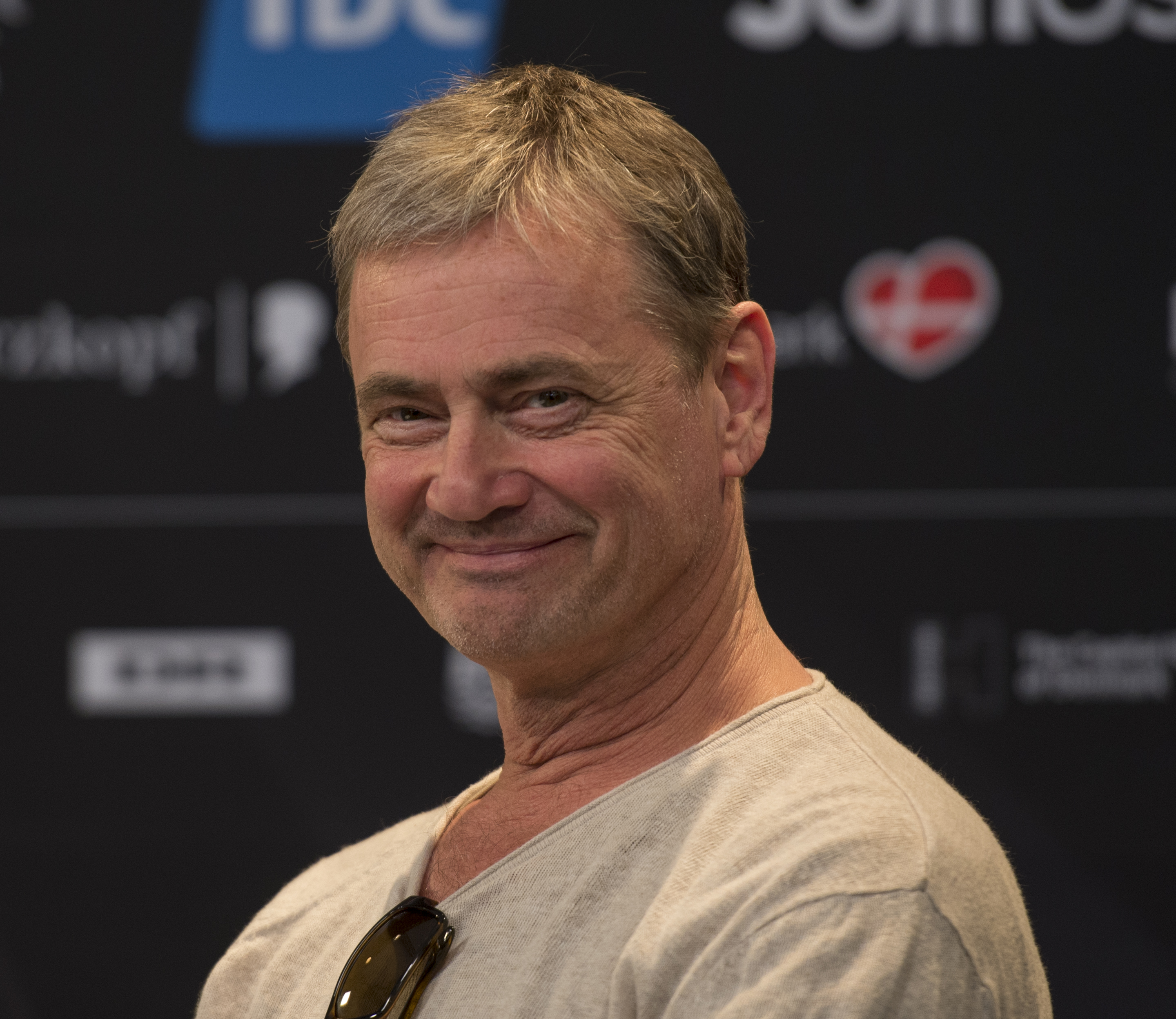
Christer Björkman, som tävlat för Sverige i Eurovision Song Contest 1992 och som bland annat har varit producent för Eurovision Song Contest vid flera tillfällen, var under Melodifestivalen 2021 programledare för alla program. Han fick nya programledarkollegor under varje program.

Melodifestivalen 2021 var den 61:a upplagan av Melodifestivalen tillika Sveriges uttagning till Eurovision Song Contest 2021, som detta år arrangerades i Rotterdam, Nederländerna. Tävlingen utgjordes av en turné bestående av fyra deltävlingar à sju bidrag, uppsamlingsheatet Andra chansen och slutligen en final där vinnaren, "Voices" med Tusse, korades.

## Tävlingsupplägg
Sveriges Television låter för tjugonde året i rad använda sig av det deltävlingsformat som inför 2002 års tävling introducerades till tävlingen; tittarna avgjorde genom app- och telefonröstning resultatet i de fyra deltävlingarna och Andra chansen, och delar i finalen makten med åtta internationella jurygrupper. Med anledning av coronaviruspandemin, och de restriktioner denna medförde, genomfördes samtliga sex sändningar från Annexet i Stockholm, helt utan publik på plats. Av det totala antalet inskickade bidrag, 2 747 stycken, kom likt tidigare år 28 stycken att ställa upp i tävlingen.
Varje deltävling avgjordes i två omgångar; i den första gick tittarnas fem högst placerade bidrag vidare till omgång två, varpå de två lägst placerade bidragen fick lämna tävlingen; i den andra röstade tittarna vidare de två högst placerade bidragen final och de två tredje och fjärde högst placerade till uppsamlingsheatet Andra chansen, varpå det femte högst placerade bidraget fick lämna tävlingen. Totalt gick alltså 16 bidrag vidare från de fyra deltävlingarna, åtta till final och åtta till Andra chansen. I Andra chansen ställdes bidragen mot varandra i fyra dueller, där respektive duellvinnare gick vidare till final. Finalen utgjordes sedermera av 12 bidrag, och avgjordes genom kombinerad jury- och tittarröstning.
Precis som 2019 och 2020 avgjorde inte det faktiska antalet röster vilka bidrag som gick vidare från deltävlingarna. Eftersom den hjärtröstningsapp som introducerades 2015 av en del påstods gynna bidrag som tilltalade yngre tittare, delades tittarna upp i åtta tittargrupper; sju åldersbaserade grupper i Melodifestivalens app, och en grupp baserad på telefonröster. Varje tittargrupp delade i deltävlingarna ut poäng baserat på antalet röster, vilka sedermera låg till grund för hur bidragen rangordnades; de med högst och näst högst poängsumma gick till final, och de med tredje och fjärde högst gick till Andra chansen. Tittargrupperna kom att ha betydelse även i Andra chansen, där varje duell avgjordes genom att tittargrupperna utsåg sina respektive favoriter; det bidrag med flest tittargrupper bakom sig gick till final. Även i finalen avgjorde tittargruppspoängen tittarnas rangordning av bidragen.

### Programledare
Sveriges Television presenterade den 5 januari 2021 nio olika programledare för de sex sändningarna. För att uppmärksamma Christer Björkmans avgång som ansvarig för Melodifestivalen, lät Sveriges Television honom programleda samtliga deltävlingar, Andra chansen och finalen med olika bisittare för varje program; i den första deltävlingen Lena Philipsson, i den andra Anis Don Demina och Oscar Zia, i den tredje Jason Diakité, i den fjärde Per Andersson och Pernilla Wahlgren, i Andra chansen Shirley Clamp, och i finalen Måns Zelmerlöw och Shima Niavarani. Aftonbladets Torbjörn Ek kunde tidigt avslöja att Sveriges Television ursprungligen planerat för såväl Danny Saucedo och Sabina Ddumba som programledare för varsin deltävling. Saucedo kom emellertid istället att ställa upp som artist, medan Ddumba kom att stå för den tredje deltävlingens mellanakt. Enligt uppgifter till Aftonbladet stoppades Ddumba från att leda tävlingen på grund av reklamsamarbeten, vilket strider mot Sveriges Televisions policy för programledare i deras produktioner.

## Datum och händelser
- Med start den 29 november 2020 presenterade Sveriges Television via Instagram en deltagande akt i timmen under tre dagar. Startfältet hade offentliggjorts i sin helhet den 1 december samma år.[8]
- Den 13 januari 2021 presenterade Sveriges Television startordningen i de fyra deltävlingarna.[9]

### Turnéplan
- Lördagen den 6 februari 2021 – Deltävling 1, Annexet, Stockholm

- Lördagen den 13 februari 2021 – Deltävling 2, Annexet, Stockholm
- Lördagen den 20 februari 2021 – Deltävling 3, Annexet, Stockholm
- Lördagen den 27 februari 2021 – Deltävling 4, Annexet, Stockholm
- Lördagen den 6 mars 2021 – Andra chansen, Annexet, Stockholm
- Lördagen den 13 mars 2021 – Final, Annexet, Stockholm

## Återkommande artister till startfälten
Nedan listas namnen på de artister som tävlat tidigare år i festivalen.
| Artist                              | Tidigare år (med placering) (Melodifestivalen)                                                                       | Tidigare år (med placering) (ESC) |
| ----------------------------------- | --- | --------------------------------- |
| Alvaro Estrella                     | 2014 (6:a DF) 2020 (11:a final)1                                                                                     | –                                 |
| Anton Ewald                         | 2013 (4:a final) 2014 (10:a final)                                                                                   | –                                 |
| Arvingarna                          | 1993 (1:a) 1995 (6:a) 1999 (3:a) 2002 (6:a DF) 2019 (7:a final)                                                      | 1993 (7:a final)                  |
| Charlotte Perrelli                  | 1999 (1:a) 2008 (1:a final) 2012 (5:a DF) 2017 (7:a DF)                                                              | 1999 (1:a) 2008 (18:e)            |
| Danny Saucedo                       | 20092 (3:a final) 2011 (2:a final) 2012 (2:a final)                                                                  | –                                 |
| Dotter                              | 2018 (6:a DF) 2020 (2:a final)                                                                                       | –                                 |
| Elisa                               | 2014 (5:a DF) | –                                 |
| Eric Saade                          | 2010 (3:a final) 2011 (1:a final) 2015 (5:a final)                                                                   | 2011 (3:a final)                  |
| Eva Rydberg (Duett med Ewa Roos)    | 1977 (7:e) | –                                 |
| Jessica Andersson                   | 20033 (1:a final) 20043 (6:a final) 2006 (5:a DF) 2007 (4:a AC) 2010 (8:a final) 2015 (11:a final) 2018 (11:a final) | 20033 (5:a)                       |
| Loulou Lamotte (Del av The Mamas)   | 20134 (4:a DF, 4:a AC)                                                                                               | –                                 |
| Klara Hammarström                   | 2020 (5:a DF) | –                                 |
| The Mamas                           | 20195 (1:a final) 2020 (1:a final)                                                                                   | 20206 (–)                         |
| Paul Rey                            | 2020 (6:a final) | –                                 |
| Ralf Gyllenhammar (Del av Mustasch) | 2013 (7:a final) | –                                 |
| Tess Merkel                         | 20037 (3:a final) 20057 (3:a final) 20097 (5:a final) 20107 (5:a AC) 20147 (3:a final)                               | –                                 |

1 2020 tävlade Alvaro Estrella tillsammans med Méndez.

2 2009 tävlade Danny Saucedo i gruppen E.M.D. tillsammans med Erik Segerstedt och Mattias Andréasson.

3 2003 och 2004 tävlade Jessica Andersson tillsammans med Magnus Bäcklund som duon Fame.

4 2013 deltog Loulou Lamotte tillsammans med Oscar Zia som bisittare i bidraget som framfördes av Behrang Miri.

5 2019 deltog The Mamas i bidraget som framfördes av John Lundvik.

6 2020 skulle The Mamas representerat Sverige i Eurovision Song Contest, men tävlingen blev inställd på grund av coronaviruset.

7 Tess Merkel tävlade som medlem i gruppen Alcazar.

## Deltävlingarna
Deltävlingarna direktsändes i SVT1 varje lördag klockan 20.00–21.30. Tittarna avgjorde på egen hand resultatet i två omgångar; de två högst placerade bidragen gick vidare till final, medan de tredje- och fjärdeplacerade gick till semifinal.
Likt tidigare år avgjorde tittarna resultatet genom kombinerad app- och telefonröstning. Tittarna kunde telefonrösta upp till tio gånger per bidrag genom att ringa ordinarie nummer 099-208 0X, där X är bidragets startnummer, för 3,60 kronor per samtal, eller Radiohjälpens nummer 099-908 0X, där X är bidraget startnummer, för 9,90 kronor per samtal. I Melodifestivalens app kunde användare lägga upp till fem gratis hjärtröster per bidrag.
I båda tävlingsomgångarna avgjordes resultatet av poäng från de sju åldersbaserade grupperna i Melodifestivalens app, ålder 3-9, 10-15, 16-29, 30-44, 45-59, 60-74 och 75+, samt den åttonde gruppen för telefonröster. Varje tittargrupp delade ut poängen 1, 2, 4, 6, 8, 10 och 12 baserat på antalet röster i respektive tittargrupp. Efter den första omgången elimineras de två bidrag som då samlat på sig minst antal poäng, varpå röstningen fortsätter för resterande. Notera att räkneverken inte nollställdes inför den andra omgången. När röster och poäng summerades efter de båda omgångarna gick de två bidrag med högst summa poäng till final, medan de två med tredje och fjärde högst summa gick till Andra chansen.

### Deltävling 1
Deltävlingen sändes från Annexet i Stockholm lördagen 6 februari 2021. Programledare var Christer Björkman och Lena Philipsson.

#### Startfält
Bidragen presenteras nedan i startordning.
| Nr | Artist            | Bidrag                  | Text och musik                                                                    |
| -- | ----------------- | ----------------------- | --------------------------------------------------------------------------------- |
| 1  | Kadiatou          | One Touch               | Anderz Wrethov, Jimmy Thörnfeldt, Joy Deb, Linnea Deb                             |
| 2  | Lillasyster       | Pretender               | Ian-Paolo Lira, Isak Hallén, Jakob Redtzer, Martin Westerstrand, Palle Hammarlund |
| 3  | Jessica Andersson | Horizon                 | Christian Holmström, David Kreuger, Fredrik Kempe, Jesper Jakobsen, Markus Lidén  |
| 4  | Paul Rey          | The Missing Piece       | Fredrik Sonefors, Laurell Barker, Paul Rey                                        |
| 5  | Arvingarna        | Tänker inte alls gå hem | Bobby Ljunggren, Nanne Grönvall, Stefan Brunzell, Thomas G:son                    |
| 6  | Nathalie Brydolf  | Fingerprints            | Andreas Johansson, Anna-Klara Folin, Etta Zelmani, Laurell Barker                 |
| 7  | Danny Saucedo     | Dandi dansa             | Danny Saucedo, Karl-Johan Råsmark                                                 |

#### Resultat
| Nr | Bidrag                  | Antal röster | Antal poäng | Antal poäng | Antal poäng | Antal poäng | Antal poäng | Antal poäng | Antal poäng | Antal poäng | Antal poäng | Plac. | Anm.          |
| Nr | Bidrag                  | Antal röster | 3–9         | 10–15       | 16–29       | 30–44       | 45–59       | 60–74       | 75+         | Tel.        | Summa       | Plac. | Anm.          |
| -- | ----------------------- | ------------ | ----------- | ----------- | ----------- | ----------- | ----------- | ----------- | ----------- | ----------- | ----------- | ----- | ------------- |
| 1  | One Touch               | 967 331      | 10          | 8           | 4           | 2           | 1           | 1           | 2           | 1           | 29          | 6     | Utröstad      |
| 2  | Pretender               | 1 159 154    | 2           | 2           | 8           | 12          | 6           | 4           | 4           | 10          | 48          | 4     | Andra chansen |
| 3  | Horizon                 | 1 065 794    | 4           | 4           | 2           | 4           | 4           | 8           | 8           | 4           | 38          | 5     | Utröstad      |
| 4  | The Missing Piece       | 1 239 146    | 12          | 12          | 10          | 8           | 8           | 6           | 6           | 6           | 68          | 3     | Andra chansen |
| 5  | Tänker inte alls gå hem | 1 190 449    | 8           | 6           | 6           | 6           | 10          | 12          | 12          | 12          | 72          | 2     | Till final    |
| 6  | Fingerprints            | 825 414      | 1           | 1           | 1           | 1           | 2           | 2           | 1           | 2           | 11          | 7     | Utröstad      |
| 7  | Dandi dansa             | 1 377 663    | 6           | 10          | 12          | 10          | 12          | 10          | 10          | 8           | 78          | 1     | Till final    |

#### Siffror
- Antal TV-tittare: 3 308 000 tittare[10]
  - Varav antal röstande: 628 624 enheter (deltaganderekord för en deltävling)
- Antal tittarröster: 7 824 951 (röstningsrekord för en deltävling)
- Summa pengar insamlad till Radiohjälpen: 825 406 kronor

### Deltävling 2
Deltävlingen sändes 13 februari 2021. Programledare var Christer Björkman, Anis Don Demina och Oscar Zia.
| Nr | Artist                 | Bidrag              | Text och musik                                                                       |
| -- | ---------------------- | ------------------- | ------------------------------------------------------------------------------------ |
| 1  | Anton Ewald            | New Religion        | Anton Ewald, Joe Killington, Jonas Wallin, Maja Strömstedt                           |
| 2  | Julia Alfrida          | Rich                | Jimmy Jansson, Julia Alfrida, Melanie Wehbe                                          |
| 3  | WAHL feat. SAMI        | 90-talet            | Andreas Larsson, Christopher Wahlberg, Jesper Welander, Josefin Glenmark, Sami Rekik |
| 4  | Frida Green            | The Silence         | Anna Bergendahl, Bobby Ljunggren, David Lindgren Zacharias, Joy Deb                  |
| 5  | Eva Rydberg & Ewa Roos | Rena rama ding dong | Ari Lehtonen, Göran Sparrdal, Kalle Rydberg                                          |
| 6  | Patrik Jean            | Tears Run Dry       | Herman Gardarfve, Melanie Wehbe, Patrik Jean                                         |
| 7  | Dotter                 | Little Tot          | Dino Medanhodzic, Johanna Jansson                                                    |

#### Röstningsresultat
| Nr | Bidrag              | Antal röster | Antal poäng | Antal poäng | Antal poäng | Antal poäng | Antal poäng | Antal poäng | Antal poäng | Antal poäng | Antal poäng | Plac. | Anm.          |
| Nr | Bidrag              | Antal röster | 3–9         | 10–15       | 16–29       | 30–44       | 45–59       | 60–74       | 75+         | Tel.        | Summa       | Plac. | Anm.          |
| -- | ------------------- | ------------ | ----------- | ----------- | ----------- | ----------- | ----------- | ----------- | ----------- | ----------- | ----------- | ----- | ------------- |
| 1  | New Religion        | 1 218 312    | 10          | 10          | 8           | 10          | 10          | 6           | 8           | 6           | 68          | 2     | Till final    |
| 2  | Rich                | 751 337      | 4           | 1           | 1           | 1           | 1           | 1           | 1           | 1           | 11          | 7     | Utröstad      |
| 3  | 90-talet            | 961 160      | 8           | 2           | 2           | 8           | 4           | 2           | 2           | 2           | 30          | 6     | Utröstad      |
| 4  | The Silence         | 1 028 299    | 1           | 8           | 4           | 4           | 8           | 8           | 6           | 8           | 47          | 4     | Andra chansen |
| 5  | Rena rama ding dong | 997 947      | 2           | 6           | 6           | 2           | 2           | 10          | 12          | 12          | 52          | 3     | Andra chansen |
| 6  | Tears Run Dry       | 1 049 434    | 6           | 4           | 10          | 6           | 6           | 4           | 4           | 4           | 44          | 5     | Utröstad      |
| 7  | Little Tot          | 1 464 962    | 12          | 12          | 12          | 12          | 12          | 12          | 10          | 10          | 92          | 1     | Till final    |

#### Siffror
- Antal TV-tittare: 2 972 000 tittare[12]
  - Varav antal röstande: 581 410 enheter
- Antal tittarröster: 7 471 451 röster
- Summa pengar insamlad till Radiohjälpen: 577 180 kronor

### Deltävling 3
Deltävlingen sändes 20 februari 2021. Programledare var Christer Björkman och Jason Diakité.
| Nr | Artist             | Bidrag                | Text och musik                                                                   |
| -- | ------------------ | --------------------- | -------------------------------------------------------------------------------- |
| 1  | Charlotte Perrelli | Still Young           | Bobby Ljunggren, Charlie Gustavsson, Erik Bernholm, Thomas G:son                 |
| 2  | Emil Assergård     | Om allting skiter sig | Anderz Wrethov, Emil Assergård, Jimmy Jansson, Jimmy Thörnfeldt, Johanna Wrethov |
| 3  | Klara Hammarström  | Beat of Broken Hearts | Andreas Wijk, David Kreuger, Fredrik Kempe, Niklas Carson Mattsson               |
| 4  | Mustasch           | Contagious            | David Johannesson, Ralf Gyllenhammar                                             |
| 5  | Elisa              | Den du är             | Bobby Ljunggren, Elisa Lindström, Ingela Forsman                                 |
| 6  | Alvaro Estrella    | Baila Baila           | Anderz Wrethov, Linnea Deb, Jimmy Thörnfeldt                                     |
| 7  | Tusse              | Voices                | Anderz Wrethov, Jimmy Thörnfeldt, Joy Deb, Linnea Deb                            |

#### Röstningsresultat
| Nr | Bidrag                | Antal röster | Antal poäng | Antal poäng | Antal poäng | Antal poäng | Antal poäng | Antal poäng | Antal poäng | Antal poäng | Antal poäng | Plac. | Anm.          |
| Nr | Bidrag                | Antal röster | 3–9         | 10–15       | 16–29       | 30–44       | 45–59       | 60–74       | 75+         | Tel.        | Summa       | Plac. | Anm.          |
| -- | --------------------- | ------------ | ----------- | ----------- | ----------- | ----------- | ----------- | ----------- | ----------- | ----------- | ----------- | ----- | ------------- |
| 1  | Still Young           | 1 272 523    | 4           | 6           | 4           | 8           | 10          | 10          | 10          | 10          | 62          | 2     | Till final    |
| 2  | Om allting skiter sig | 987 458      | 6           | 4           | 8           | 4           | 2           | 2           | 2           | 6           | 34          | 5     | Utröstad      |
| 3  | Beat of Broken Hearts | 1 252 895    | 12          | 10          | 10          | 10          | 6           | 4           | 4           | 2           | 58          | 4     | Andra chansen |
| 4  | Contagious            | 763 045      | 2           | 2           | 2           | 2           | 4           | 1           | 1           | 4           | 18          | 6     | Utröstad      |
| 5  | Den du är             | 613 779      | 1           | 1           | 1           | 1           | 1           | 6           | 6           | 1           | 18          | 7     | Utröstad      |
| 6  | Baila Baila           | 1 193 914    | 8           | 8           | 6           | 6           | 8           | 8           | 8           | 8           | 60          | 3     | Andra chansen |
| 7  | Voices                | 1 919 353    | 10          | 12          | 12          | 12          | 12          | 12          | 12          | 12          | 94          | 1     | Till final    |

#### Siffror
- Antal TV-tittare: 3 273 000 tittare[13]
  - Varav antal röstande: 647 015 enheter (deltaganderekord för en deltävling)
- Antal tittarröster: 8 002 967 (röstningsrekord för en deltävling)
- Summa pengar insamlad till Radiohjälpenn: 1 090 000 kronor

### Deltävling 4
Deltävlingen sändes 27 februari 2021. Programledare var Christer Björkman, Per Andersson och Pernilla Wahlgren.
| Nr | Artist             | Bidrag                     | Text och musik                                                         |
| -- | ------------------ | -------------------------- | ---------------------------------------------------------------------- |
| 1  | Tess Merkel        | Good Life                  | Mats Tärnfors, Palle Hammarlund, Tess Merkel, Tony Malm                |
| 2  | Lovad              | Allting är precis likadant | Albin Johnsén, Alexander Nivek, Lova Drevstam, Mattias Andréasson      |
| 3  | Efraim Leo         | Best of Me                 | Amanda Björkegren, Cornelia Jakobsdotter, Efraim Leo, Herman Gardarfve |
| 4  | The Mamas          | In the Middle              | Emily Falvey, Jimmy Jansson, Robin Stjernberg                          |
| 5  | Sannex             | All Inclusive              | Greta Svensson, Hans Thorstensson                                      |
| 6  | Clara Klingenström | Behöver inte dig idag      | Bobby Ljunggren, Clara Klingenström, David Lindgren Zacharias          |
| 7  | Eric Saade         | Every Minute               | Eric Saade, Jimmy Thörnfeldt, Joy Deb, Linnea Deb                      |

#### Röstningsresultat
| Nr | Bidrag                     | Antal röster | Antal poäng | Antal poäng | Antal poäng | Antal poäng | Antal poäng | Antal poäng | Antal poäng | Antal poäng | Antal poäng | Plac. | Anm.          |
| Nr | Bidrag                     | Antal röster | 3–9         | 10–15       | 16–29       | 30–44       | 45–59       | 60–74       | 75+         | Tel.        | Summa       | Plac. | Anm.          |
| -- | -------------------------- | ------------ | ----------- | ----------- | ----------- | ----------- | ----------- | ----------- | ----------- | ----------- | ----------- | ----- | ------------- |
| 1  | Good Life                  | 868 050      | 6           | 4           | 4           | 4           | 6           | 6           | 4           | 6           | 40          | 5     | Utröstad      |
| 2  | Allting är precis likadant | 783 763      | 2           | 6           | 6           | 2           | 2           | 1           | 1           | 1           | 21          | 6     | Utröstad      |
| 3  | Best Of Me                 | 1 035 821    | 10          | 8           | 8           | 8           | 4           | 4           | 6           | 4           | 52          | 3     | Andra chansen |
| 4  | In The Middle              | 1 550 459    | 12          | 12          | 12          | 12          | 12          | 12          | 12          | 10          | 94          | 1     | Till final    |
| 5  | All Inclusive              | 609 909      | 4           | 1           | 1           | 1           | 1           | 2           | 2           | 2           | 14          | 7     | Utröstad      |
| 6  | Behöver inte dig idag      | 930 002      | 1           | 2           | 2           | 6           | 8           | 10          | 10          | 12          | 51          | 4     | Andra chansen |
| 7  | Every Minute               | 1 179 580    | 8           | 10          | 10          | 10          | 10          | 8           | 8           | 8           | 72          | 2     | Till final    |

#### Siffror
- Antal TV-tittare: 3 052 000 tittare[15]
  - Varav antal röstande: 565 705 enheter
- Antal tittarröster: 6 957 584 röster
- Summa pengar insamlad till Radiohjälpen: 682 171 kronor

## Andra chansen
Andra chansen sändes från Annexet i Stockholm lördagen den 6 mars 2021. Programledare var Christer Björkman och Shirley Clamp.
I uppsamlingsheatet tävlade de bidrag som hade placerat sig på tredje och fjärde plats i deltävlingarna. Inramningen av programmet bestod likt tidigare år av fyra dueller, i vilka de tävlande bidragen duellerade om de fyra sista lediga platserna i finalen. Sveriges Television bestämde själva vilka som skulle möta varandra i de fyra duellerna, men hade på förhand satt upp ett regelverk för denna process:
1. Ett i deltävlingen tredjeplacerat bidrag kunde endast möta ett i deltävlingen fjärdeplacerat bidrag.
2. Två bidrag som hade ställt upp i samma deltävling kunde inte möta varandra på nytt i någon av duellerna.

Tittarna kunde likt i deltävlingarna rösta genom att ringa antingen ordinarie nummer 099-208 0X, där X är bidragets startnummer, för 3,60 kronor per samtal, eller Radiohjälpens nummer 099-908 0X, där X är bidraget startnummer, för 9,90 kronor per samtal. I Melodifestivalens app kunde användare lägga upp till fem gratis hjärtröster per bidrag. Till skillnad från tidigare år, då startnummer 1 och 2 hade använts i varje duell, kunde tittarna rösta i samtliga dueller från programmets start, vilket innebar att de åtta bidragen tilldelades varsitt unikt startnummer.
I samtliga dueller avgjordes resultatet av poäng från de sju åldersbaserade grupperna i Melodifestivalens app, ålder 3-9, 10-15, 16-29, 30-44, 45-59, 60-74 och 75+, samt den åttonde gruppen för telefonröster. Varje tittargrupp delade ut 1 poäng till det bidrag som fick flest röster. Om en duell skulle sluta oavgjord, 4 poäng mot 4, skulle antalet faktiska röster avgöra resultatet.

### Startfält
Bidragen kategoriseras nedan i första hand efter placering i respektive deltävling, och listas därefter enligt deltävlingsordning. Notera att Sveriges Television först efter finalen redovisade placeringarna för bidragen i de respektive deltävlingarna.
| Plac. i dlt. | Dlt. | Artist                 | Bidrag                | Text och musik                                                                    | Duell |
| ------------ | ---- | ---------------------- | --------------------- | --------------------------------------------------------------------------------- | ----- |
| 3            | 1    | Paul Rey               | The Missing Piece     | Fredrik Sonefors, Laurell Barker, Paul Rey                                        | 2     |
| 3            | 2    | Eva Rydberg & Ewa Roos | Rena rama ding dong   | Ari Lehtonen, Göran Sparrdal, Kalle Rydberg                                       | 3     |
| 3            | 3    | Alvaro Estrella        | Baila Baila           | Anderz Wrethov, Linnea Deb, Jimmy Thörnfeldt                                      | 1     |
| 3            | 4    | Efraim Leo             | Best of Me            | Amanda Björkegren, Cornelia Jakobsdotter, Efraim Leo, Herman Gardarfve            | 4     |
| 4            | 1    | Lillasyster            | Pretender             | Ian-Paolo Lira, Isak Hallén, Jakob Redtzer, Martin Westerstrand, Palle Hammarlund | 1     |
| 4            | 2    | Frida Green            | The Silence           | Anna Bergendahl, Bobby Ljunggren, David Lindgren Zacharias, Joy Deb               | 2     |
| 4            | 3    | Klara Hammarström      | Beat of Broken Hearts | Andreas Wijk, David Kreuger, Fredrik Kempe, Niklas Carson Mattsson                | 4     |
| 4            | 4    | Clara Klingenström     | Behöver inte dig idag | Bobby Ljunggren, Clara Klingenström, David Lindgren Zacharias                     | 3     |

### Resultat
| Duell | Nr | Bidrag                | Antal röster | Antal poäng | Antal poäng | Antal poäng | Antal poäng | Antal poäng | Antal poäng | Antal poäng | Antal poäng | Antal poäng | Anm.       |
| Duell | Nr | Bidrag                | Antal röster | 3–9         | 10–15       | 16–29       | 30–44       | 45–59       | 60–74       | 75+         | Tel.        | Summa       | Anm.       |
| ----- | -- | --------------------- | ------------ | ----------- | ----------- | ----------- | ----------- | ----------- | ----------- | ----------- | ----------- | ----------- | ---------- |
| 1     | 1  | Baila Baila           | 1 365 376    | 1           | 1           | 1           | 1           | 1           | 1           | 1           | —           | 7           | Till final |
| 1     | 2  | Pretender             | 1 163 807    | —           | —           | —           | —           | —           | —           | —           | 1           | 1           | Utröstad   |
| 2     | 3  | The Silence           | 925 473      | —           | —           | —           | —           | —           | —           | —           | 1           | 1           | Utröstad   |
| 2     | 4  | The Missing Piece     | 1 207 581    | 1           | 1           | 1           | 1           | 1           | 1           | 1           | —           | 7           | Till final |
| 3     | 5  | Rena rama ding dong   | 1 173 492    | 1           | 1           | 1           | —           | —           | —           | —           | —           | 3           | Utröstad   |
| 3     | 6  | Behöver inte dig idag | 1 276 040    | —           | —           | —           | 1           | 1           | 1           | 1           | 1           | 5           | Till final |
| 4     | 7  | Beat of Broken Hearts | 1 139 262    | 1           | 1           | 1           | 1           | 1           | 1           | 1           | 1           | 8           | Till final |
| 4     | 8  | Best of Me            | 908 611      | —           | —           | —           | —           | —           | —           | —           | —           | 0           | Utröstad   |

#### Siffror
- Antal TV-tittare: 2 819 000 tittare[16]
  - Varav antal röstande: 632 883 enheter (deltaganderekord för Andra chansen)
- Antal tittarröster: 9 159 642 röster (röstningsrekord för Andra chansen)
- Summa pengar insamlad till Radiohjälpen: 849 013 kronor

## Finalen
Finalen sändes från Annexet i Stockholm lördagen den 13 mars 2021. Programledare var Christer Björkman, Måns Zelmerlöw och Shima Niavarani.

### Startfält
Bidragen presenteras nedan i startordning.
| Nr | Artist             | Bidrag                  | Text och musik                                                     |
| -- | ------------------ | ----------------------- | ------------------------------------------------------------------ |
| 1  | Danny Saucedo      | Dandi dansa             | Danny Saucedo, Karl-Johan Råsmark                                  |
| 2  | Klara Hammarström  | Beat of Broken Hearts   | Andreas Wijk, David Kreuger, Fredrik Kempe, Niklas Carson Mattsson |
| 3  | Anton Ewald        | New Religion            | Anton Ewald, Joe Killington, Jonas Wallin, Maja Strömstedt         |
| 4  | The Mamas          | In the Middle           | Emily Falvey, Jimmy Jansson, Robin Stjernberg                      |
| 5  | Paul Rey           | The Missing Piece       | Fredrik Sonefors, Laurell Barker, Paul Rey                         |
| 6  | Charlotte Perrelli | Still Young             | Bobby Ljunggren, Charlie Gustavsson, Erik Bernholm, Thomas G:son   |
| 7  | Tusse              | Voices                  | Anderz Wrethov, Jimmy Thörnfeldt, Joy Deb, Linnea Deb              |
| 8  | Alvaro Estrella    | Baila Baila             | Anderz Wrethov, Linnea Deb, Jimmy Thörnfeldt                       |
| 9  | Clara Klingenström | Behöver inte dig idag   | Bobby Ljunggren, Clara Klingenström, David Lindgren Zacharias      |
| 10 | Eric Saade         | Every Minute            | Eric Saade, Jimmy Thörnfeldt, Joy Deb, Linnea Deb                  |
| 11 | Dotter             | Little Tot              | Dino Medanhodzic, Johanna Jansson                                  |
| 12 | Arvingarna         | Tänker inte alls gå hem | Bobby Ljunggren, Nanne Grönvall, Stefan Brunzell, Thomas G:son     |

### Resultat
I tabellen nedan redovisas de internationella jurygruppernas separata poäng och tittarnas poäng i klumpsumma.
| Nr | Bidrag                  | Juryomröstningen | Juryomröstningen | Juryomröstningen | Juryomröstningen | Juryomröstningen | Juryomröstningen | Juryomröstningen | Juryomröstningen | Juryomröstningen | Tittaromröstningen | 3-9 | 10-15 | 16-29 | 30-44 | 45-59 | 60-74 | 75+ | Telefon |               |        |       |
| Nr | Bidrag                  | IL               | NL               | AL               | GB               | IS               | FR               | CY               | CH               | Poäng            | Antal röster       | 3-9 | 10-15 | 16-29 | 30-44 | 45-59 | 60-74 | 75+ | Telefon | Tittar- poäng | Totalt | Plac. |
| -- | ----------------------- | ---------------- | ---------------- | ---------------- | ---------------- | ---------------- | ---------------- | ---------------- | ---------------- | ---------------- | ------------------ | --- | ----- | ----- | ----- | ----- | ----- | --- | ------- | ------------- | ------ | ----- |
| 1  | Dandi dansa             | 3                | 5                | 3                | 6                | 7                | 3                | 6                | 6                | 39               | 1 309 741          | 8   | 5     | 4     | 8     | 2     | 5     | 1   | 2       | 35            | 74     | 7     |
| 2  | Beat of Broken Hearts   | 8                | 4                | 4                | 4                | 8                | 8                | 2                | 5                | 43               | 1 341 566          | 7   | 6     | 6     | 4     | 7     | 1     | 2   | 3       | 36            | 79     | 6     |
| 3  | New Religion            | 2                | 1                | 2                | —                | —                | 2                | —                | 2                | 9                | 1 066 340          | 6   | 3     | 1     | 1     | 4     | -     | -   | 1       | 16            | 25     | 11    |
| 4  | In the Middle           | 4                | 7                | 6                | 12               | 6                | 6                | 1                | 8                | 50               | 1 646 198          | 4   | 8     | 10    | 7     | 10    | 7     | 4   | 6       | 56            | 106    | 3     |
| 5  | The Missing Piece       | 1                | 6                | 5                | —                | 2                | 1                | —                | 3                | 18               | 998 030            | 1   | 1     | -     | -     | -     | 2     | 3   | -       | 7             | 25     | 12    |
| 6  | Still Young             | 7                | —                | 1                | 5                | 3                | 5                | 10               | 1                | 32               | 1 016 557          | -   | -     | 3     | 3     | 1     | 10    | 7   | 4       | 28            | 60     | 8     |
| 7  | Voices                  | 10               | 12               | 10               | 7                | 12               | 12               | 4                | 12               | 79               | 2 964 269          | 12  | 12    | 12    | 12    | 12    | 12    | 12  | 12      | 96            | 175    | 1     |
| 8  | Baila Baila             | —                | —                | —                | 1                | 1                | —                | 5                | —                | 7                | 1 071 188          | 10  | 2     | 2     | 2     | 3     | -     | -   | -       | 19            | 26     | 10    |
| 9  | Behöver inte dig idag   | 5                | 2                | 7                | 2                | 10               | 10               | 3                | —                | 39               | 1 455 605          | 2   | 4     | 5     | 5     | 8     | 8     | 10  | 10      | 52            | 91     | 5     |
| 10 | Every Minute            | 12               | 10               | 8                | 8                | 5                | 4                | 12               | 10               | 69               | 1 471 324          | 3   | 10    | 7     | 6     | 6     | 4     | 6   | 7       | 49            | 118    | 2     |
| 11 | Little Tot              | 6                | 3                | 12               | 10               | 4                | 7                | 8                | 7                | 57               | 1 488 599          | 5   | 7     | 8     | 10    | 5     | 3     | 5   | 5       | 48            | 105    | 4     |
| 12 | Tänker inte alls gå hem | —                | 8                | —                | 3                | —                | —                | 7                | 4                | 22               | 923 022            | -   | -     | -     | -     | -     | 6     | 8   | 8       | 22            | 44     | 9     |

#### Siffror
- Telefon- och applikationsröster: 16 752 439 röster (röstningsrekord för en final)
- Till Radiohjälpen: 3 537 050 kronor
- TV-tittare: 3 677 000 tittare[18]
- Sammanlagt antal röstande: 1 159 881 enheter (deltaganderekord för en final)

## Röstningsstatistik
- Totalt insamlat till Radiohjälpen: 7 560 820 kronor (+86,7% jämfört med förra året)[19]
- Totalt antal röster:  56 169 034 röster[19]
- Skillnad från 2020: 12 255 244 (+27,9%) röster